# Prince Hulon Preston junior

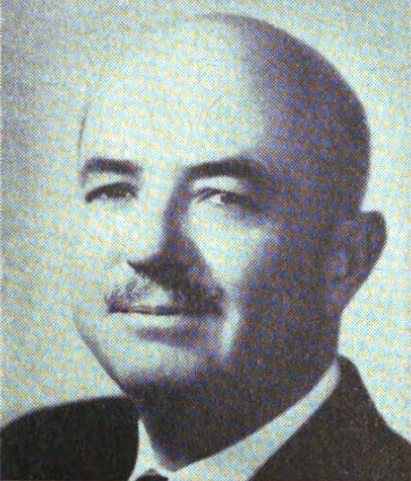
Prince Hulon Preston junior

Prince Hulon Preston junior (* 5. Juli 1908 in Monroe, Walton County, Georgia; † 8. Februar 1961 in Savannah, Georgia) war ein US-amerikanischer Politiker. Er vertrat den Bundesstaat Georgia als Abgeordneter im US-Repräsentantenhaus.

## Werdegang
Preston besuchte die öffentliche Schule in Statesboro. Anschließend graduierte er 1930 an der Rechtsabteilung der University of Georgia in Athens. Seine Zulassung als Anwalt bekam er im selben Jahr und eröffnete eine Praxis in Statesboro. Zwischen 1935 und 1938 war er Abgeordneter im Repräsentantenhaus von Georgia. Als die Vereinigten Staaten in den Zweiten Weltkrieg eintraten, verpflichtete er sich im September 1942 als einfacher Soldat in der US Army. Er wurde in den Dienstgrad eines Captain befördert und am 13. Oktober 1945 entlassen.
Nach dem Krieg wählte man ihn 1946 zum Richter am Stadtgericht von Statesboro, aber er nahm das Amt nicht an, da man ihn in den Kongress gewählt hatte. Er wurde als Demokrat in den 80. und die sechs nachfolgenden Kongresse gewählt. Seine Amtszeit belief sich vom 3. Januar 1947 bis zum 3. Januar 1961. Er kandidierte noch einmal 1960 für den Kongress, aber scheiterte. In seiner Amtszeit war er an der Verfassung des Southern Manifesto beteiligt, das sich gegen die Rassenintegration an den öffentlichen Einrichtungen aussprach. Preston starb am 8. Februar 1961 in Savannah. Er wurde auf dem Eastside Cemetery in Statesboro beigesetzt.